# بيل دريشر
بيل دريشر (بالإنجليزية: Bill Drescher)‏ هو لاعب كرة قاعدة أمريكي، ولد في 23 مايو 1921 في Congers, New York ‏ في الولايات المتحدة، وتوفي في 15 مايو 1968 في هافرستراو في الولايات المتحدة.